# Council for Higher Education Accreditation
Il Council for Higher Education Accreditation (CHEA) è un'organizzazione statunitense, di carattere nazionale e la cui sede principale è a Washington, che certifica sia la qualità dell'istruzione superiore impartita da università e college che seguono i piani di studio adottati negli Stati Uniti d'America sia i criteri delle organizzazioni a carattere regionale che si occupano a loro volta di valutare gli standard dei programmi universitari. Al CHEA aderiscono circa 3000 istituzioni accademiche e 60 organizzazioni certificatrici (incluse tutte quelle riconosciute dal Dipartimento dell'Istruzione degli Stati Uniti d'America) dei programmi universitari. L'accreditamento fornito da parte del CHEA è distinto da quello rilasciato dal Dipartimento dell'Istruzione degli USA.